# 219 Туснельда
219 Туснельда (219 Thusnelda) — астероїд головного поясу, відкритий 30 вересня 1880 року Йоганном Палізою у Пулі.